# Lãnh Thủy Giang
Lãnh Thủy Giang (chữ Hán giản thể: 冷水江市) là một thành phố cấp phó địa khu thuộc địa cấp thị Lâu Để tỉnh Hồ Nam, Cộng hòa Nhân dân Trung Hoa. Thành phố này có diện tích 436 ki-lô-mét vuông, dân số năm 2002 khoảng 350.000 người, trong đó có 200.000 thị dân. Mã số bưu chính tlà 417500, mã vùng điện thoại là 0738. Về mặt hành chính, thành phố này được chia thành 36 nhai đạo và trấn hương.
Đây là một thành phố công nghiệp và khai khoáng, là một trung tâm nhiệt điện quan trọng.